# Vestfold og Telemark
Vestfold og Telemark (deutsch Vestfold und Telemark) war eine norwegische Provinz (Fylke), die vom 1. Januar 2020 bis zum 31. Dezember 2023 bestand. Sie entstand aus dem Zusammenschluss der Provinzen Telemark und Vestfold ohne die Kommune Svelvik. Grundlage war ein Beschluss des Storting vom 8. Juni 2017, der im Zuge einer Regionalreform eine Reduzierung auf elf Fylker vorsah. Der Sitz der Fylkeskommune war Skien, der des Statsforvalters in Tønsberg.
Im Juni 2022 beschloss das Storting, dass Vestfold og Telemark zum 1. Januar 2024 wieder aufgelöst werden solle.

## Geografie

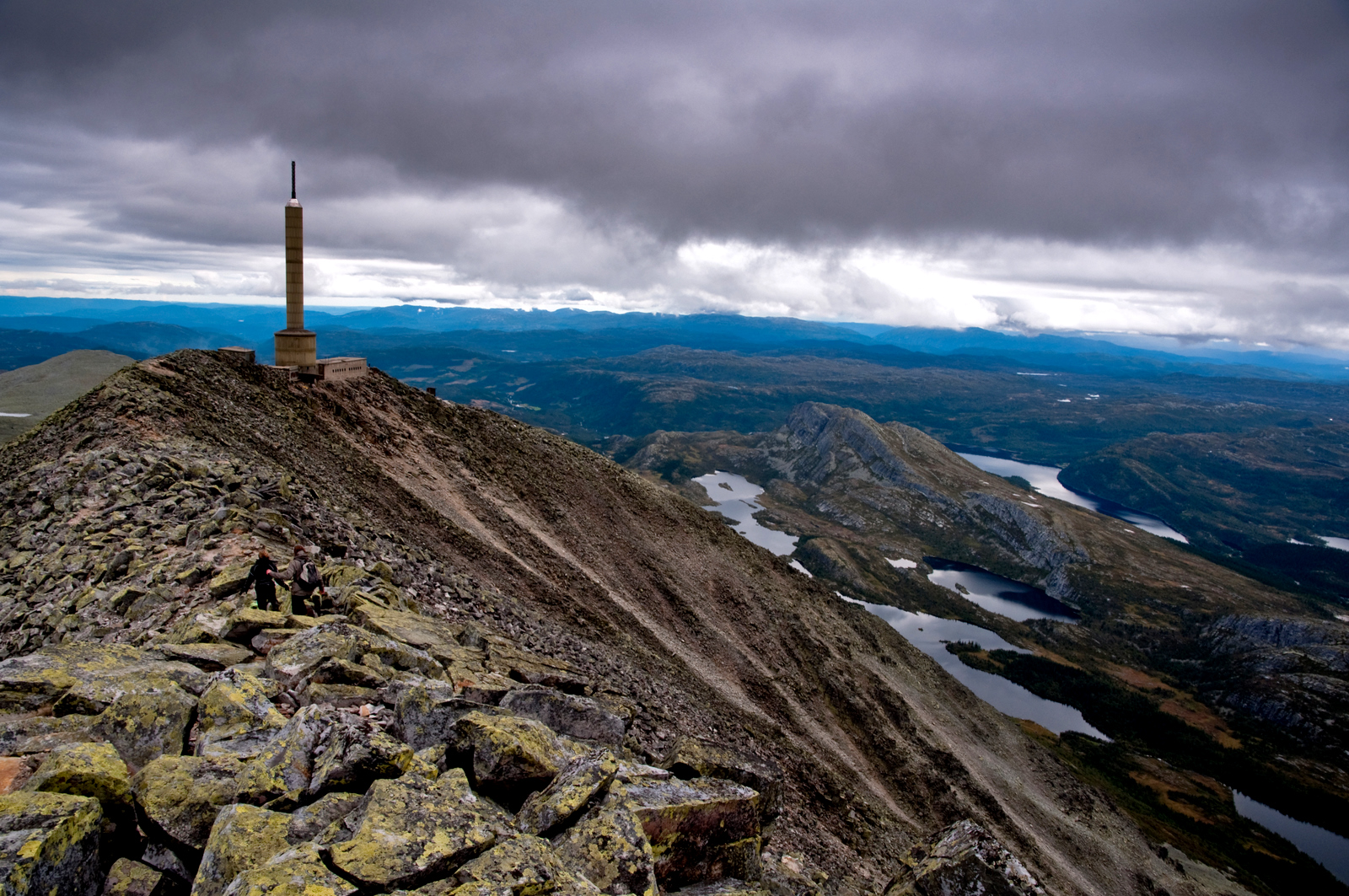
Berglandschaft in West-Telemark

Vestfold og Telemark lag im Südwesten von Østlandet, dem südostnorwegischen Landesteil. Das Fylke grenzte an Viken im Osten und Norden, Vestland im Nordwesten, Rogaland im Westen sowie an Agder im Westen und Süden. Im Südosten lag die Küste zum Skagerrak, einem Teil der Nordsee. Die Ostgrenze des Fylkes verlief teilweise im Oslofjord.
Mit dem Lågen mündete in der Stadt Larvik einer der längsten Flüsse Norwegens in Vestfold og Telemark in den Skagerrak. Weite Teile des westlichen Gebiets lagen im Einzugsgebiet des Flusssystems Skiensvassdraget. In Vestfold og Telemark lagen mehrere größere Fjordseen, die typischerweise in ihrer Ausdehnung lang und schmal sind. Zu diesen Fjordseen gehörten unter anderem der Norsjø, der Nisser und das Fyresvatnet. Die Gesamtfläche des Fylkes betrug 17.465,81 km², wobei Binnengewässer zusammen 1541,15 km² ausmachen.
Im Süden und Osten des Fylkes war die Landschaft vor allem durch kleinere Erhebungen geprägt. Richtung Nordwesten stieg das Gebiet stark an. Die Berg Gaustatoppen in der Kommune Tinn stellte mit einer Höhe von 1882,89 moh. den höchsten Punkt des Fylkes dar.

## Bevölkerung

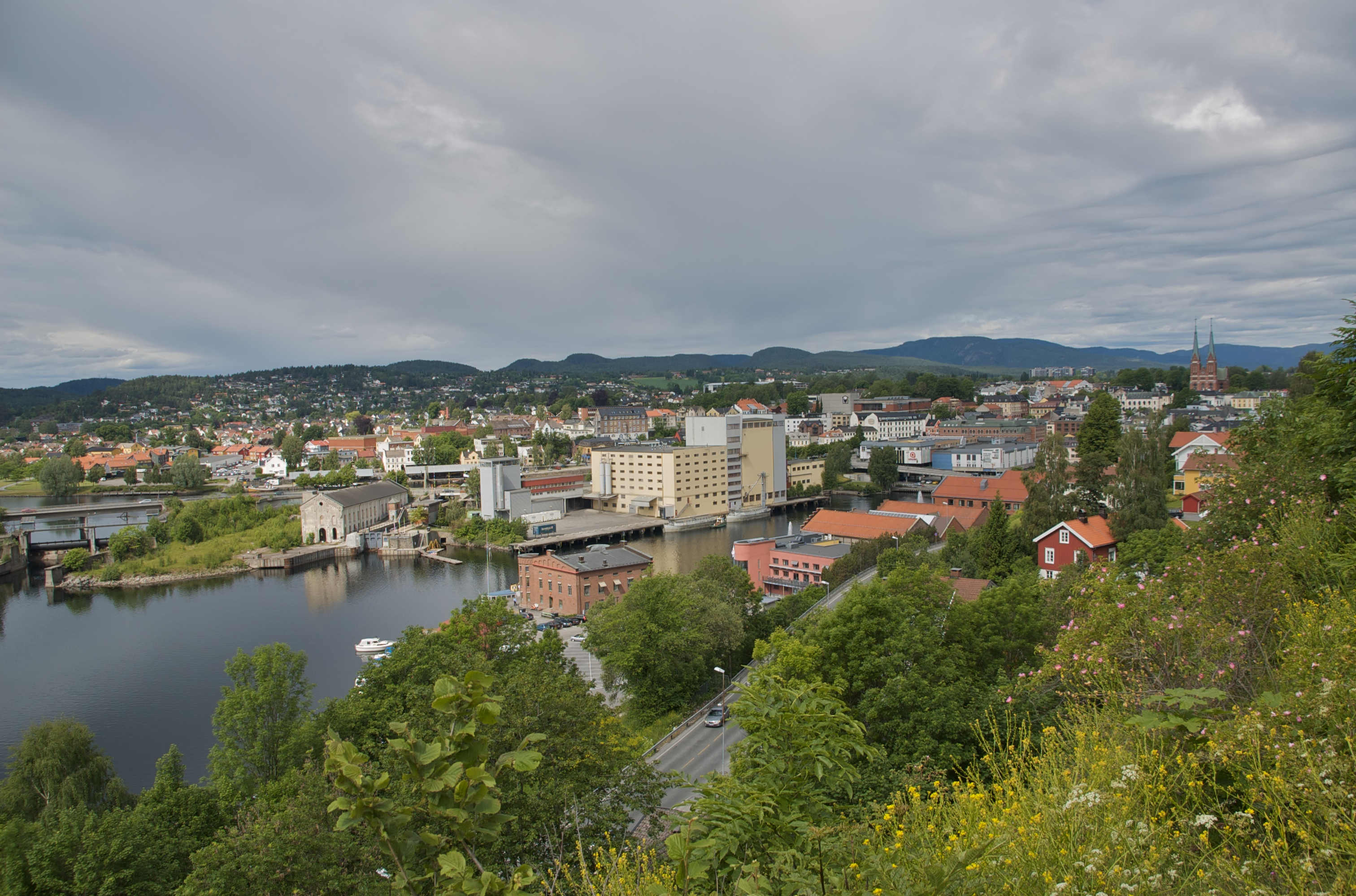
Blick auf die Stadt Skien

Die größte Einwohnerdichte war an der Küste sowie um die Städte Horten, Tønsberg, Sandefjord, Larvik und Skien/Porsgrunn zu verzeichnen. Weiter im Landesinneren, also in der Region Telemark, war das Gebiet hingegen nur dünn besiedelt. Neben den Erstwohnsitzen lagen im Fylke Vestfold og Telemark zudem viele Zweit- bzw. Ferienwohnungen. Zu diesen zählten die sogenannten Hytten, wobei es sowohl an der Küste als auch im Landesinneren Kommunen mit einer hohen Zahl an Hytten gab.
In Vestfold og Telemark hatten vier Kommunen die Sprachform Bokmål und acht Nynorsk als offizielle Sprachform. Elf weitere nutzten weder Bokmål noch Nynorsk als offizielle Schriftsprache und waren in dieser Frage stattdessen neutral.
| Jahr          | 1960    | 1970    | 1980    | 1990    | 2000    | 2010    | 2020    |
| ------------- | ------- | ------- | ------- | ------- | ------- | ------- | ------- |
| Einwohnerzahl | 304.211 | 326.100 | 342.245 | 354.258 | 371.529 | 393.051 | 419.396 |

## Geschichte

### Fusion von Vestfold og Telemark
Die Fusion der Provinzen war auf beiden Seiten umstritten. Im April 2017 stimmte das Fylkesting von Telemark gegen eine Zusammenlegung, während Vestfold eine Fusion mit Telemark und Buskerud anvisierte, was Buskerud aber ablehnte. Auch um den Namen gab es lange Diskussionen. Zu Beginn der Fusionsverhandlungen wurde der Name „Skagerrak“ verwendet, setzte sich jedoch nicht durch, weil er für unpassend empfunden wurde. Vestfold schlug später den Namen „Vest-Viken“ vor, der von Telemark umgehend abgelehnt wurde, da der Name 1942 von der Nasjonal Samling, Norwegens von 1940 bis 1945 einzig zugelassener und faschistischer Partei, für den Zusammenschluss von Vestfold und Buskerud verwendet worden war. Letztlich wurde der Vorschlag des Sprachrats der Doppelname angenommen.

### Auflösung
Die Regierung Støre gab Ende 2021 bekannt, dass sämtliche teilweise oder vollständig gegen ihren Willen zusammengelegten Fylker aufgelöst werden können. Für die Bewilligung der Auflösung wurde als Frist für die Auflösungsgesuche der 1. März 2022 festgelegt. Dadurch erhielt Vestfold og Telemark die Möglichkeit zur Auflösung. Die Gesetze zur erneuten Aufspaltung mussten allerdings vom norwegischen Nationalparlament Storting vorgenommen werden. Als Zeitpunkt für die Aufspaltung wurde von der Regierung der 1. Januar 2024 anvisiert. Das Fylkesting von Vestfold og Telemark stimmte am 15. Februar 2022 mit 42 zu 19 Stimmen für die erneute Aufspaltung in Telemark und Vestfold.
Im Juni 2022 beschloss das Storting, dass Vestfold og Telemark zum 1. Januar 2024 wieder in die ursprünglichen Fylker Telemark und Vestfold aufgespalten werden solle.

## Verwaltungsgliederung
Vestfold og Telemark war in 23 Kommunen gegliedert. Drei Kommunen entstanden zum selben Zeitpunkt wie die Provinz durch die Zusammenlegung von Altgemeinden: Holmestrand (aus Holmestrand und Sande), Midt-Telemark (aus Bø und Sauherad) sowie Tønsberg (aus Re und Tønsberg).
| Kommunen- nummer | Karte                | Name                 | Einwohner (1. Januar 2023) | Fläche (km²) | Sprach- form |
| ---------------- | -------------------- | -------------------- | -------------------------- | ------------ | ------------ |
| 3801             | Horten               | Horten               | 27.682                     | 70,95        | Bokmål       |
| 3802             | Holmestrand          | Holmestrand          | 26.206                     | 432,35       | Bokmål       |
| 3803             | Tønsberg             | Tønsberg             | 58.561                     | 329,26       | neutral      |
| 3804             | Sandefjord           | Sandefjord           | 65.574                     | 422,26       | Bokmål       |
| 3805             | Larvik               | Larvik               | 48.246                     | 812,88       | neutral      |
| 3806             | Porsgrunn            | Porsgrunn            | 37.056                     | 164,44       | Bokmål       |
| 3807             | Skien                | Skien                | 55.924                     | 779,2        | neutral      |
| 3808             | Notodden             | Notodden             | 13.025                     | 983,88       | neutral      |
| 3811             | Færder               | Færder               | 27.286                     | 99,95        | neutral      |
| 3812             | Siljan               | Siljan               | 2375                       | 213,95       | neutral      |
| 3813             | Bamble               | Bamble               | 14.172                     | 304,38       | neutral      |
| 3814             | Kragerø              | Kragerø              | 10.413                     | 305,46       | neutral      |
| 3815             | Drangedal            | Drangedal            | 4091                       | 1.062,78     | neutral      |
| 3816             | Nome                 | Nome                 | 6559                       | 429,67       | neutral      |
| 3817             | Midt-Telemark        | Midt-Telemark        | 10.735                     | 518,5        | Nynorsk      |
| 3818             | Tinn                 | Tinn                 | 5546                       | 2.045,13     | neutral      |
| 3819             | Hjartdal             | Hjartdal             | 1588                       | 791,61       | Nynorsk      |
| 3820             | Seljord              | Seljord              | 2939                       | 715,08       | Nynorsk      |
| 3821             | Kviteseid            | Kviteseid            | 2427                       | 708,47       | Nynorsk      |
| 3822             | Nissedal             | Nissedal             | 1442                       | 905,17       | Nynorsk      |
| 3823             | Fyresdal             | Fyresdal             | 1224                       | 1.280,02     | Nynorsk      |
| 3824             | Tokke                | Tokke                | 2198                       | 984,58       | Nynorsk      |
| 3825             | Vinje                | Vinje                | 3832                       | 3.105,84     | Nynorsk      |
| 38               | Vestfold og Telemark | Vestfold og Telemark | 429.101                    | 17.465,81    | neutral      |

## Politik

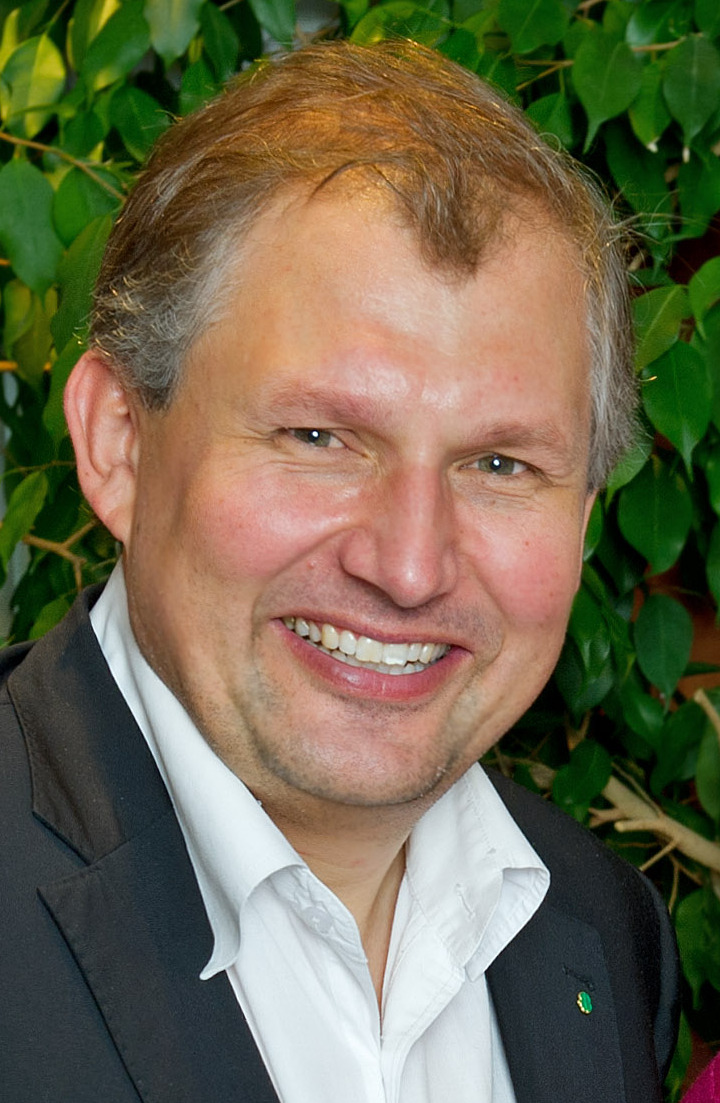
Fylkesordfører Terje Riis-Johansen

Die Fylkestingswahl 2019 war die einzige Fylkestingswahl, in der Abgeordnete für das Fylkesting von Vestfold og Telemark gewählt wurden. Die Wahl im September 2019 fand schon vor der Gründung Vestfold og Telemarks statt. Terje Riis-Johansen von der Senterpartiet wurde nach der Wahl zum Fylkesordfører gewählt. Aufgrund der Aufspaltung Vikens zum 1. Januar 2024 wurden bei der Fylkestingswahl im September 2023 bereits jeweils eine Fylkestingswahl für Telemark und Vestfold abgehalten.
| Partei   | Partei                                    | Stimmen | %     | Sitze |
| -------- | ----------------------------------------- | ------- | ----- | ----- |
|          | Arbeiderpartiet (Ap)                      | 56.687  | 29,4  | 18    |
|          | Høyre (H)                                 | 42.057  | 21,8  | 14    |
|          | Senterpartiet (Sp)                        | 27.403  | 14,2  | 9     |
|          | Fremskrittspartiet (FrP)                  | 18.037  | 9,4   | 6     |
|          | Miljøpartiet De Grønne (MDG)              | 12.349  | 6,4   | 4     |
|          | Sosialistisk Venstreparti (SV)            | 9.153   | 4,8   | 3     |
|          | Kristelig Folkeparti (KrF)                | 7.787   | 4,0   | 2     |
|          | Rødt (R)                                  | 7.169   | 3,7   | 2     |
|          | Venstre (V)                               | 5.279   | 2,7   | 2     |
|          | Folkeaksjonen nei til mer bompenger (FNB) | 2.957   | 1,5   | 1     |
|          | Sonstige                                  | 3.609   | 1,8   | 0     |
|          | Gesamt                                    | 195.581 | 100,0 | 61    |
|          | Wahlbeteiligung                           |         | 58,5  |       |
| Quellen: |                                           |         |       |       |

## Verkehr
Wichtigste Straßenverbindung war die Europastraße 18 (E18) von Oslo nach Kristiansand, die in Küstennähe durch Vestfold und Telemark verlief. Durchs Inland verlief die Europastraße 134 (E134), die Oslo mit Haugesund verbindet. Mit der Sørlandsbanen (Oslo–Stavanger) und der Vestfoldbanen (Drammen–Skien) sowie einigen kleineren Bahnstrecken wurden hauptsächlich die Skagerrak-nahen Gebiete erschlossen. Der Flughafen Torp war ein internationaler Flughafen in Vestfold og Telemark. Nahe dem Verwaltungszentrum lag der Regionalflughafen Skien.

## Wappen
Blasonierung: „Auf Rot zwei goldene Akanthus-Winden über einem goldenen Bug eines Knarr-Boots.“
Das Boot im Zentrum des Wappens steht für das Klåstad-Schiff, ein 1893 entdecktes Kaufmannsschiff aus der Wikingerzeit, das im Slottsfjellsmuseet in Tønsberg ausgestellt ist. Es symbolisiert die Wasserwege und die Küste der Provinz und den Handel mit Europa. Das Akanthusornament verweist auf die mittelalterliche Kunst in Vestfolds Kirchen und steht für Einheit, Kreativität, Gesundheit und ewiges Leben sowie den Einfluss der europäischen Kultur. Die Farben Rot und Gold sollen Autorität und Weisheit bedeuten.

## Nachweise
1. ↑  Nye fylker. 19. Dezember 2019, abgerufen am 18. Februar 2022 (norwegisch).
2. ↑  Stortinget vedtok fylkesoppdeling. In: abcnyheter.no. 14. Juni 2022, abgerufen am 14. Juni 2022 (norwegisch).
3. 1 2 3  Vestfold og Telemark fylke. In: Norgeskart. Kartverket, abgerufen am 18. Februar 2022 (norwegisch).
4. 1 2  Lars Mæhlum: Vestfold og Telemark. In: Store norske leksikon. Abgerufen am 18. Februar 2022 (norwegisch).
5. ↑  09280: Areal (km²), etter arealtype, statistikkvariabel, år og region. In: Statistisk sentralbyrå. Abgerufen am 18. Februar 2022 (norwegisch).
6. ↑  Høgaste fjelltopp i kvar kommune. Kartverket, 10. September 2021, abgerufen am 18. Februar 2022 (norwegisch (Nynorsk)).
7. 1 2  Forskrift om språkvedtak i kommunar og fylkeskommunar (språkvedtaksforskrifta). In: Lovdata. 23. Februar 2022, abgerufen am 23. Februar 2022 (norwegisch).
8. ↑  06913: Population and population changes, by region, year and contents. In: ssb.no. Abgerufen am 23. Februar 2022 (englisch).
9. ↑  Eva Susanne Drugg, Tania Ripoll: Sier nei til sammenslåing av Vestfold og Telemark (Memento des Originals vom 30. April 2019 im Internet Archive)  Info: Der Archivlink wurde automatisch eingesetzt und noch nicht geprüft. Bitte prüfe Original- und Archivlink gemäß Anleitung und entferne dann diesen Hinweis. auf www.telemark.no vom 26. April 2017, abgerufen am 30. April 2019
10. ↑  Frir like fullt til Buskerud auf www.dagsavisen.no, abgerufen am 30. April 2019
11. ↑  Jon-Inge Hansen: Her er forslagene til det nye navnet på Telemark (Memento des Originals vom 30. April 2019 im Internet Archive)  Info: Der Archivlink wurde automatisch eingesetzt und noch nicht geprüft. Bitte prüfe Original- und Archivlink gemäß Anleitung und entferne dann diesen Hinweis. auf www.varden.no vom 24. November 2016, abgerufen am 30. April 2019
12. ↑  Gir opp nazinavn auf www.nrk.no vom 10. November 2017, abgerufen am 30. April 2019
13. ↑  19 fylker blir til 11 – dette skal de hete auf www.nrk.no vom 6. April 2018, abgerufen am 30. April 2019
14. ↑  Informasjon til tvangssammenslåtte fylkesommuner om prosess og tidsplan for mulig deling. In: regjeringen.no. 12. November 2021, abgerufen am 17. Februar 2022 (norwegisch).
15. ↑  Dina Sofie Tornes Espeseth: Fylkestinget har bestemt seg – det blir splittelse. In: NRK. 15. Februar 2022, abgerufen am 17. Februar 2022 (norwegisch (Bokmål)).
16. ↑  Stortinget vedtok fylkesoppdeling. In: abcnyheter.no. 14. Juni 2022, abgerufen am 14. Juni 2022 (norwegisch).
17. ↑  Navn på nye kommuner auf www.regjeringen.no, abgerufen am 30. April 2019
18. ↑  Presenterte den nye politiske ledelsen. 16. Oktober 2019, abgerufen am 27. Oktober 2019 (norwegisch (Bokmål)).
19. ↑  Valgresultat. In: valgresultat.no. Abgerufen am 13. September 2023 (norwegisch).
20. ↑  Vestfold og Telemark fylke. Valg.no, abgerufen am 17. September 2019 (norwegisch).
21. 1 2  Fylkesvåpen auf vtfk.no, abgerufen am 9. Juli 2020: I rødt to opprett gull akantus-slynger over en gull framstevn av knarr.

Koordinaten: 59° 30′ 0″ N, 9° 0′ 0″ O